# Aligot plumbi
L'aligot plumbi (Cryptoleucopteryx plumbea) és una espècie d'ocell de la família dels accipítrids (Accipitridae). Habita la selva humida de l'àrea neotropical, des de Panamà i oest de Colòmbia cap al sud fins al nord-oest del Perú. El seu estat de conservació es considera gairebé amenaçat.

Ha estat inclòs al gènere Leucopternis, però avui es considera l'unica espècie del gènere Cryptoleucopteryx.